# Catedral basílica de Nuestra Señora (Auch)

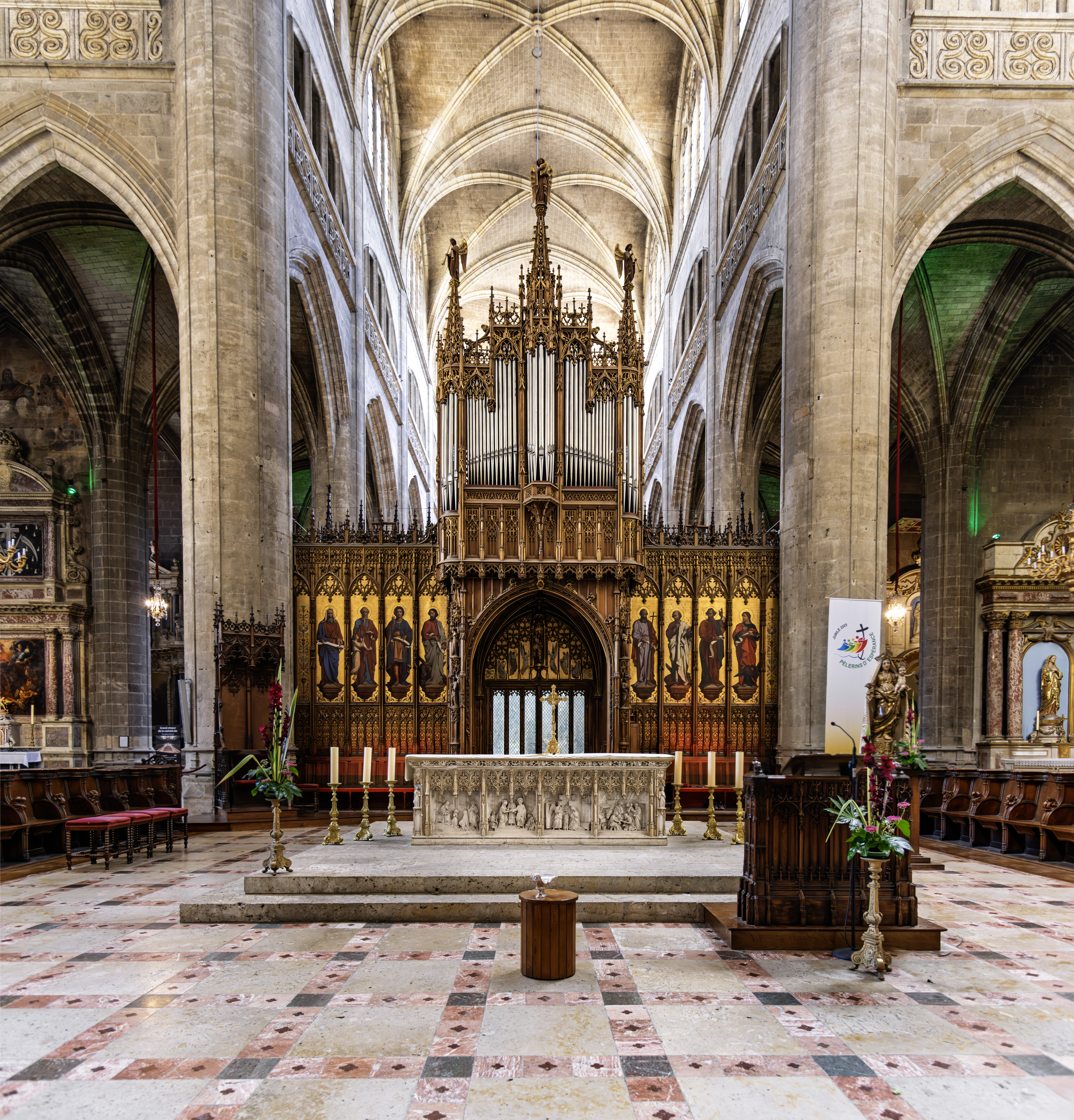
Nave central con el antecoro hecho a petición de Mgr de Salinis y el órgano Cavaillé-Coll

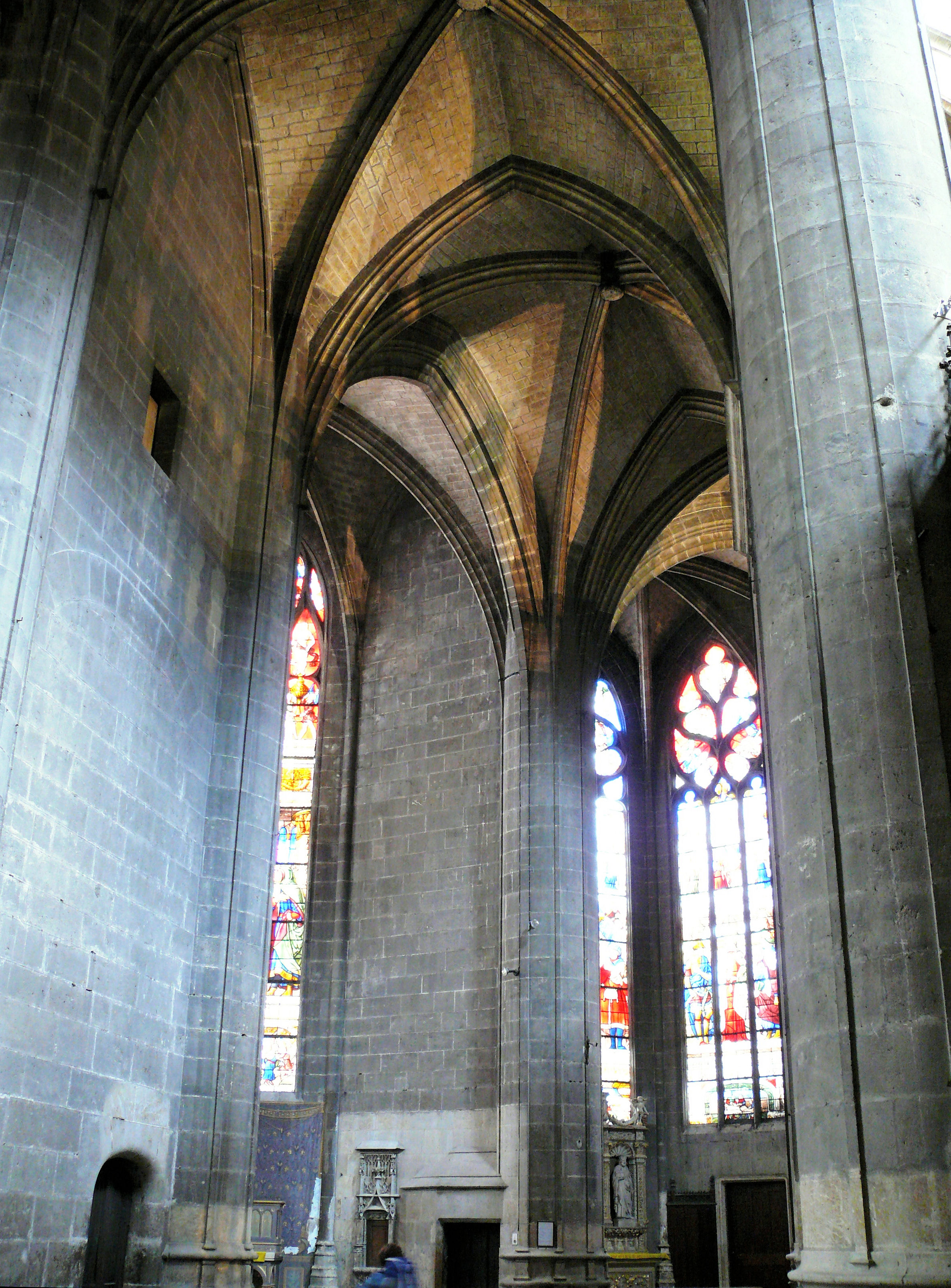
Deambulatorio

La catedral basílica de Nuestra Señora o simplemente catedral de Auch (en francés: Basilique-Cathédrale Sainte-Marie d’Auch) es una catedral católica de Francia, situada en la ciudad de Auch en la región de Occitania. Es la sede del arzobispado de Auch, que bajo el Concordato de 1801 fue suprimido y agregado a la diócesis de Agen, pero restaurado en 1822.
La catedral  fue objeto de una clasificación al título de monumento histórico de Francia en 1906, y también es, desde 1998, uno de los bienes individuales incluidos en «Caminos de Santiago de Compostela en Francia», inscrito en el Patrimonio de la Humanidad de la Unesco (n.º ref. 868-048).  El 25 de abril de 1928 fue elevada al rango de basílica menor.
La catedral contiene un conjunto de 18 vitrales renacentistas de Arnaud de Moles. Iniciada en julio de 1489, a instancias de Francisco de Saboya, sobre las ruinas de la catedral románica de San Austinde, fue consagrada el 12 de febrero de 1548, pero se necesitaron dos siglos para completar su construcción.
Es de estilo gótico, fuertemente influenciado por el Renacimiento. Fue terminada a finales del siglo XVII, con una fachada y pórtico corintio. Se compone de un conjunto de 21 bóvedas.

## Véase también

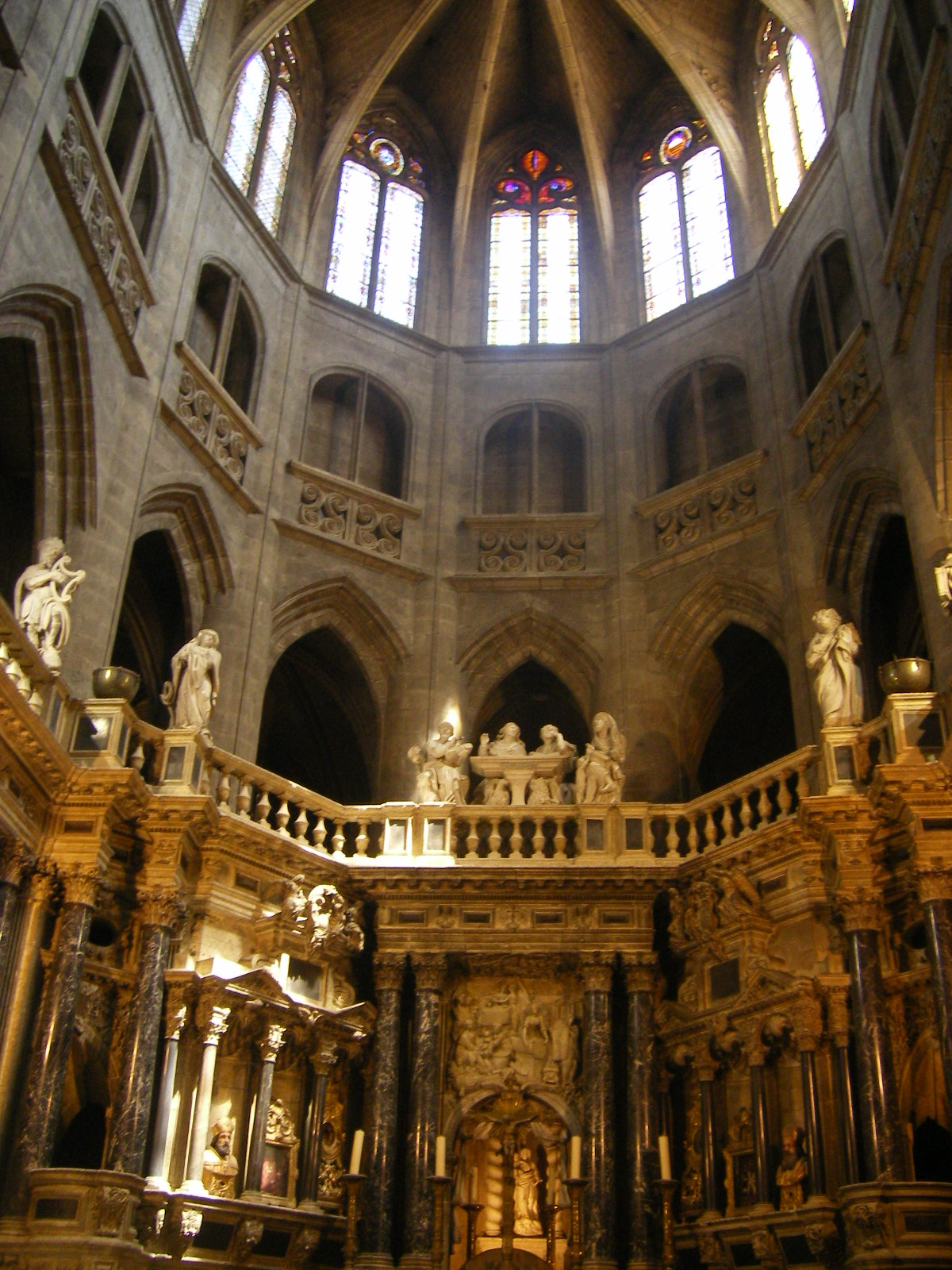
Vista interna